# Авъл Постумий Албин (командир при Цезар)
Вижте пояснителната страница за други личности с името Авъл Постумий Албин.
Авъл Постумий Албин (на латински: Aulus Postumius Albinus) е военачалник на Римската република през 1 век пр.н.е.
Произлиза от клон Албин на фамилията Постумии. Той е управител на римската провинция Сицилия през 48 пр.н.е. и командир на Гай Юлий Цезар.